# Leugny (Yonne)
Leugny település Franciaországban, Yonne megyében. Lakosainak száma 317 fő (2022. január 1.). Leugny Diges, Lalande, Levis, Moulins-sur-Ouanne és Ouanne községekkel határos.

## Népesség
A település népességének változása:
| Lakosok száma | 371  | 344  | 359  | 341  | 334  | 327  | 320  | 318  | 317  |
|               | 2013 | 2015 | 2016 | 2017 | 2018 | 2019 | 2020 | 2021 | 2022 |